# Confederazione difensiva franco-olandese
Con l'espressione Confederazione difensiva franco-olandese viene ricordata una alleanza militare difensiva, stipulata dal Regno di Francia e dalla Repubblica delle Sette Province Unite, nel novembre 1785.

## Premesse
L'8 novembre 1785 era stato firmato, nell'omonimo castello, il trattato di Fontainebleau che aveva posto termine ad un confronto fra l'imperatore Giuseppe II d'Asburgo-Lorena e le Province Unite (noto come guerra della marmitta), in merito al tentativo del primo di ottenere ampie concessioni territoriali e commerciali, a favore dei propri domini nei Paesi Bassi cattolici.
Il trattato era stato mediato dalla diplomazia del Regno di Francia di Luigi XVI, che si trovava ad essere alleato di entrambi i contendenti: in particolare, con le Province Unite aveva combattuto contro la Gran Bretagna la guerra per l'indipendenza delle colonie americane (nota nei Paesi Bassi come quarta guerra anglo-olandese).

## L'alleanza difensiva
Pochi giorni dopo la firma del trattato, Parigi e L'Aia formalizzarono la propria alleanza (nei fatti risalente alla quarta guerra anglo-olandese) con la firma di una 'Confederazione Difensiva'. Come buona prova della propria amicizia, Parigi anticipò 4'500'000 di fiorini del riscatto di Maastricht, dovuto a Giuseppe II.

## Breve e fallimentare vita dell'alleanza
Il prosieguo dell'alleanza, però, fu decisamente infelice, in quanto di lì a poco, le Province Unite vennero sconvolte da un violento rivolgimento politico (la 'Prima Rivoluzione batava') scoppiato nell'agosto 1786, che mise in serio pericolo il potere dello statolder Guglielmo V di Orange-Nassau (un quasi-monarca, la cui carica era ereditaria). Parigi si scoprì impossibilitata ad intervenire a causa della grave crisi finanziaria che, di lì a pochi mesi, l'8 agosto 1788, avrebbe spinto Luigi XVI ad annunciare la convocazione a Versailles degli Stati Generali, che avrebbero dato avvio alla Grande Rivoluzione francese. Nell'occasione pare che Giuseppe II abbia commentato: La Francia è caduta; dubito che si rialzi.
Accadde, quindi, che lo statolder venne salvato dall'intervento di un corpo d'armata prussiano. Dopodiché si affidò alla tutela delle due potenze avversarie del Regno di Francia: Prussia e Gran Bretagna, con le quali stipulò la Triplice Alleanza.